# Schichau Seebeck
Schichau Seebeck – (компания SSW Schichau Seebeck Shipyard GmbH, известная прежде всего как Schichau Seebeckwerft или просто Seebeckwerft) — бывший судостроительный завод-верфь в Бремерхафене. Компания силами 320 сотрудников (2008) специализировалась на перестройке, строительстве секций и малых новых контейнеровозов. Предприятие закрылось 31 июля 2009 года. История верфи насчитывает множество слияний, банкротств и возрождений.

## История
Основатель фирмы Георг Зеебек (1845—1928) обучался профессии кузнеца по меди и руководил с 1871 по 1876 медной кузницей и ремонтной мастерской вдовы Шульц. В 1876 году Зеебек основал в Геестемюнде (район Бремерхафена) собственную медную кузницу и изготавливал помимо прочего трубы, насосы, ветряные двигатели, машины для рассеивания торфа. Он начал также изготавливать маленькие железные лодки, хотя предприятие стояло не у воды. Первой вехой стало в 1879 году строительство парового баркаса Minna под заводским номером 1. В 1886 году последовало расширение верфи у Поперечного канала, что означало прямо у воды и с подходящей к верфи железнодорожной веткой. В октябре того же года к предприятию присоединился и Фердинанд Нидермайер (Ferdinand Niedermeyer). Он посвятил себя коммерческой деятельности разросшегося предприятия и стал позднее исполнительным директором и членом правления. В сентябре 1889 года он ввёл в эксплуатацию собственную литейную мастерскую. Верфь давала работу 120—150 лицам.

## Продукция

### Пароходы
- Karlsruhe (1905, потоплен 1945)

### Паромы
- Olau Hollandia (1981)
- Olau Britannia (1982)
- Herald of Free Enterprise (1980, затонул 1987)
- Peter Pan (1986)
- Olau Hollandia (1989)
- Supefast I (1995)
- Superfast II (1995)